# Османов, Трофим Алексеевич
Трофи́м Алексе́евич Осма́нов (31 декабря 1912, Черемисская Китня, Уржумский уезд, Вятская губерния, Российская империя — 18 февраля 1945, Гросс-Небрау, Квидзынский повет, Поморское воеводство, Польша) — советский военный деятель. В годы Великой Отечественной войны — командир стрелковой роты 204-го стрелкового полка 10-й стрелковой дивизии на Ленинградском фронте, командир роты автоматчиков 1099-го стрелкового полка 326-й стрелковой Рославльской Краснознамённой дивизии на Ленинградском фронте, капитан. Посмертно представлен к званию Героя Советского Союза. Член ВКП(б).

## Биография
Родился 31 декабря 1912 года в дер. Мари-Китня ныне Мари-Турекского района Марий Эл в марийской крестьянской семье (с 1931 года в колхозе).
В 1928 году окончил ШКМ в с. Мари-Туреке, потом один год учился в 9-летней школе в с. Мари-Билямор. С 1929 по 1934 — член ВЛКСМ. В 1930 году окончил одногодичные курсы по подготовке в ВУЗ (в г. Козмодемьянск). В 1931—1932 году 2 года проучился в Казанском университете, но вынужден был прервать учёбу из-за ослабления здоровья.
Был заведующим школой колхозной молодежи в д. Мари-Купта (октябрь 1932 — август 1933), директором НСШ в д. Арбор (август 1933 — август 1936), директором Олорской 7-летней школы родного района (август 1936 — декабрь 1939).
В сентябре 1939 года принят кандидатом в ВКП(б), а в декабре 1940 — член ВКП(б).
В декабре 1939 года призван в РККА Мари-Турекским районным военкоматом Марийской АССР и направлен в Ивановское военно-политическое училище, которое окончил в 1941. Участник Великой Отечественной войны: в 1941 году политрук воинской части на границе с Финляндией, с марта 1942 года — командир стрелковой роты 204-го стрелкового полка 10-й стрелковой дивизии на Ленинградском фронте. С октября 1944 года, после ранения и лечения в госпитале — командир роты автоматчиков 1099-го стрелкового полка 326-й Рославльской Краснознамённой стрелковой дивизии на Ленинградском фронте, капитан. Отличался тактическим мастерством и личным мужеством. В наступательных боях июня 1944 года при сильном сопротивлении решил обойти противника с фланга, тот, опасаясь окружения, отступил, оставив на поле 20 трупов. В начале 1945 года отличился в Восточно-Померанской наступательной операции. 18 февраля 1945 года погиб: ночью с группой автоматчиков форсировал реку Висла, перерезал шоссейную дорогу на север от Нойенбюрга и закрепился; наступлением рассвета отбил 4 контратаки гитлеровцев, при исходе боеприпасов приказал стрелять с расстояния 30-50 м, сам заменил выбывшего из строя ручного пулемётчика с призывом «Стоять насмерть, ни шагу назад!», удержав рубеж.
Посмертно представлен к званию Героя Советского Союза. Награждён орденами Отечественной войны I степени, Красной Звезды и медалью «За оборону Ленинграда».
Похоронен у церкви у д. Гросс-Небрау ныне Небраво-Вельке повят Квидзыньский Поморского воеводства Польши, могила № 1.

## Боевые награды
- Орден Отечественной войны I степени (28.03.1945, посмертно)[4]
- Орден Красной Звезды (30.06.1944)[4]
- Медаль «За оборону Ленинграда»[4]

## Память
- Его имя внесено в Книгу Памяти и Славы Мордовии (вып. 6 «Герои и подвиги 326-й мордовской»).